# Chapelle de procession de Saint-Gervais
La chapelle de procession de Saint-Gervais est un petit édifice religieux de tradition catholique située à Saint-Gervais au Québec (Canada). Elle a été classée Immeuble patrimonial en 1981.

## Histoire
La chapelle de Saint-Gervais est l'une des deux chapelles de procession construite à Saint-Gervais, soit l'une au nord de l'église et l'autre au sud. Celle du nord, construite vers 1817, est la seule qui subsiste. En plus de servir au procession religieuse, elle a servi à déposer des dépouilles mortelles de paroissiens la veille de leur enterrement.
La chapelle a été restaurée en 1970. Elle a été classée immeuble patrimonial le 16 décembre 1981 par le ministère de la Culture et des Communications.